# Jules Dumont d'Urville
Jules Sébastien César Dumont d'Urville (Condé-sur-Noireau, 23 maggio 1790 – Meudon, 8 maggio 1842) è stato un ammiraglio ed esploratore francese.
La sua fama è dovuta essenzialmente ai viaggi da lui compiuti, dapprima con la corvetta Chevrette da ufficiale in sottordine, poi al comando della corvetta Coquille nelle acque australiane e neozelandesi, al quale fece seguito un'intensa attività cartografica e di relazione delle sue scoperte e valutazioni, anche di interesse politico-militare. Il secondo viaggio fu l'incarico di circumnavigare il globo in tre anni con la Coquille, rinominata per l'occasione Astrolabe, in onore dell'omonima nave di La Pérouse; successivamente, venne incaricato di aprirsi la strada verso il polo sud con due corvette, ancora la Astrolabe, e la Zélée.
Il tentativo però fu inizialmente frustrato dai ghiacci che imprigionarono le navi, costringendole a ritornare verso il Sudamerica, e poi dallo scorbuto che decimò gli equipaggi costringendo d'Urville a fare di nuovo rotta verso sud con una sola nave. Raggiunto il circolo polare antartico, d'Urville ritornò in patria, dove venne nominato contrammiraglio a coronamento della sua carriera. Morì, e con lui tutta la famiglia, nel disastro ferroviario di Meudon, di ritorno dalla festa "Les Grandes Eaux" alla reggia di Versailles.

## Biografia

### Infanzia e giovinezza

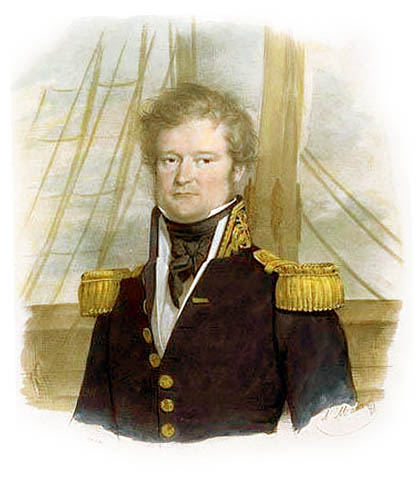
Jules Dumont d'Urville in un acquerello di Albert Brenet

Il padre Gabriel Charles François Dumont (1728 – 1796), signore di Urville e balivo di Condé-sur-Noireau, ricopriva, come i suoi antenati, la carica di giudice presso il tribunale di Condé. La madre Jeanne Françoise Victoire Julie (1754 – 1832), originaria di Croisilles, era una donna molto rigida e formale, proveniente da un'antica famiglia della nobiltà rurale della Bassa Normandia. Il giovane Jules era fragile e spesso malaticcio. Dopo la morte del padre, la figura di riferimento per il bambino divenne l'abate di Croisilles, fratello della madre, che a partire dal 1798 si incaricò della sua educazione. Tra gli insegnamenti che gli vennero impartiti dall'abate, vi furono il latino, il greco, il cinese, la retorica e la filosofia.
Dal 1804 studiò presso il lycée impérial di Caen; è proprio nella biblioteca di questa città che iniziò la lettura degli enciclopedisti ma soprattutto dei resoconti di viaggio di Bougainville, Cook e Anson, che lo appassionarono profondamente. All'età di 17 anni venne scartato alle prove fisiche dell'esame di ammissione all'École polytechnique e, in modo del tutto inatteso, decise di arruolarsi in marina.

### I primi anni in marina

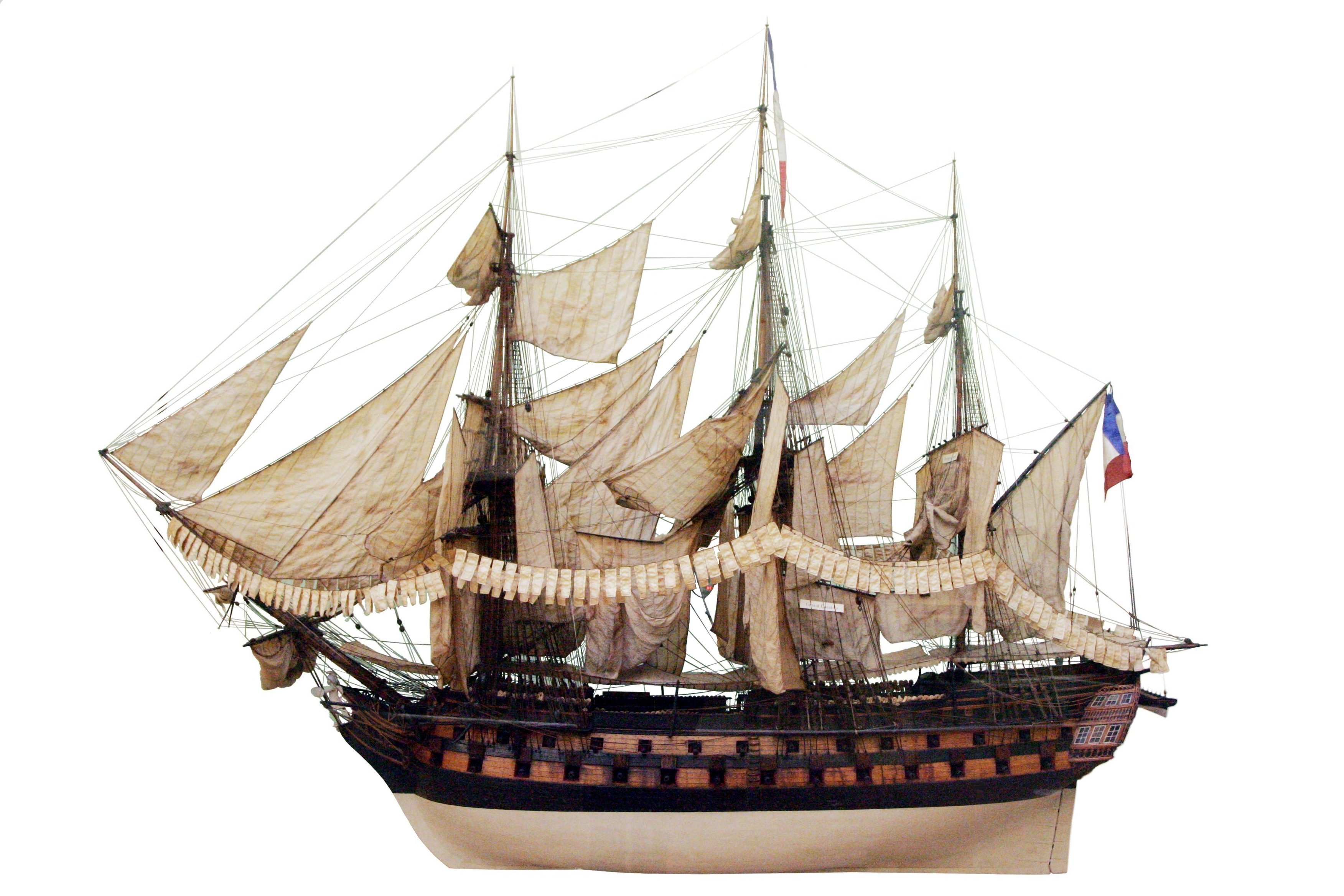
La Achille, della stessa classe Téméraire cui apparteneva la Suffren, in un modellino di arsenale in scala 1/33 dei primi del XIX secolo

Nel 1807 venne ammesso alla École Navale di Brest, dove si distinse come un giovane timido, molto serio e studioso, poco incline agli svaghi e molto più interessato agli studi che agli aspetti militari. Nel 1808 ottenne il grado di aspirante di prima classe. Ciononostante, si classificò primo del suo corso ottenendo il grado di guardiamarina nel 1811.
All'epoca, la marina militare francese era molto lontana dalla libertà di movimento delle armate napoleoniche, e le sue navi erano bloccate nei porti dall'assoluto predominio della Royal Navy britannica, che con molteplici squadre di blocco ne impediva qualunque movimento in forze e, ovviamente, anche l'addestramento pratico degli equipaggi, che presupponeva le uscite in mare aperto, lasciando di fatto a loro disposizione solo quella striscia sotto costa entro la gittata dei cannoni costieri. D'Urville, bloccato a terra come i suoi colleghi, trascorse i primi anni in marina studiando le lingue straniere, arrivando a parlare fluentemente inglese, tedesco, spagnolo, greco, italiano ed ebraico. Nel 1812, dopo essere stato promosso guardiamarina, venne imbarcato, nell'ordine, prima sulla Amazone e poi a Tolone a bordo della Suffren, un vascello da 74 cannoni della classe Téméraire varato nel 1803 ma bloccato in porto. Prestò servizio quindi sulla Borée, un altro vascello a due ponti da 74 cannoni della classe Téméraire impostato nel 1803.
In questo periodo, il giovane Jules aggiunse al suo già vasto bagaglio culturale conoscenze di botanica e di entomologia, frutto di lunghe escursioni sulle colline della Provenza e nello studio presso l'Osservatorio della marina. Solo nel 1814, con Napoleone esiliato all'isola d'Elba, d'Urville compì la sua prima breve navigazione nel mar Mediterraneo. Sempre nel 1814 portò a Palermo, sul vascello La Ville de Marseille, il futuro re Luigi Filippo d'Orléans. Nel 1815 sposò Adèle Pépin, figlia di un orologiaio di Tolone, dalla quale ebbe quattro figli, nessuno dei quali sopravvisse per arrivare all'età adulta; la madre di Jules, Jeanne de Croisilles, era una donna molto forte, che dopo la perdita del marito nel 1796 aveva anche affrontato i rigori della Rivoluzione francese verso la nobiltà avendo manifestato la sua avversione al nuovo regime; aveva cresciuto il figlio oltre che nella cultura anche avviandolo a una vita campestre e che avrebbe temprato il suo fisico, e morì nel 1832.

### Il primo viaggio

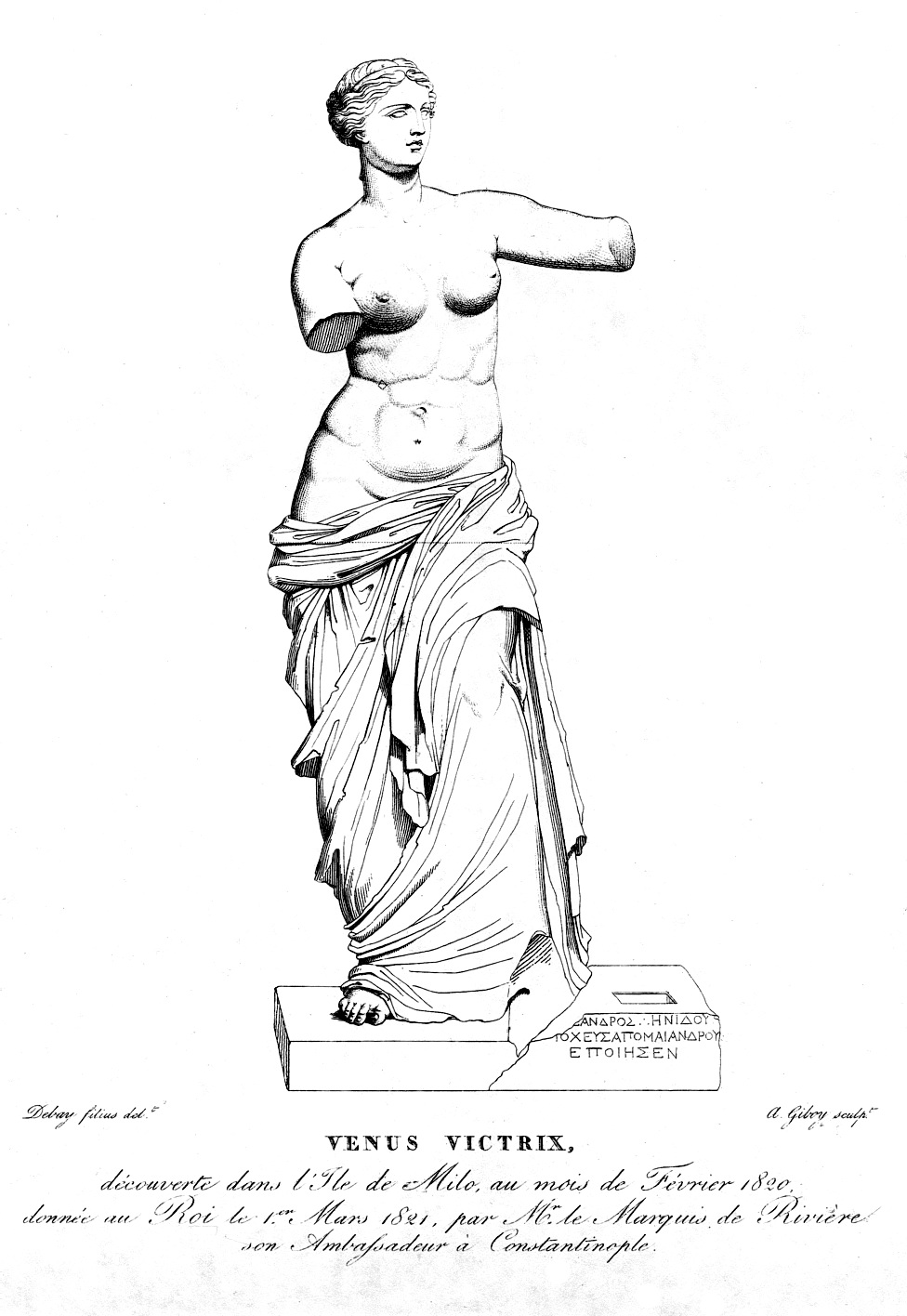
La Venere di Milo in un disegno del 1821

Tre anni dopo il matrimonio, nel 1819, Dumont d'Urville ancora guardiamarina salpò a bordo della Chevrette, comandata dal capitano Gauttier-Duparc, per una campagna di ricognizione idrografica delle isole dell'arcipelago greco e del mar Nero. Il viaggio che per un ufficiale di marina all'inizio della carriera avrebbe rappresentato solo un riempitivo tra un incarico e un altro, permise a D'Urville di sfruttare le sue conoscenze di naturalista per redigere il resoconto Flore latine de l'Archipel grec et du littoral de la Mer Noire.  Durante una sosta presso l'isola di Milos, il delegato locale francese portò all'attenzione di d'Urville una statua di marmo ritrovata pochi giorni prima (l'8 aprile 1820) da un contadino del posto. Egli riconobbe immediatamente il valore del manufatto e avrebbe voluto acquistarlo, e scrisse un rapporto sul ritrovamento che venne inviato all'ambasciatore di Francia a Costantinopoli.
La Chevrette arrivò a Costantinopoli il 22 aprile e d'Urville riuscì a convincere l'ambasciatore ad acquistare la statua:
(Notice sur les galleries souterraines de l'île de Mélos, par J. d'Urville, in Nouvelles annales des voyages, de la géographie et de l'histoire, tomo XXVII. Parigi, Gide, 1825.)
Nel frattempo, un contadino aveva venduto la statua a un pope, tale Macario Verghis, che desiderava farne omaggio al turcimanno (interprete) del sultanato di Costantinopoli. L'offerta del segretario dell'ambasciatore fu però così allettante che la statua venne infine ceduta agli emissari francesi. Ne risultarono per d'Urville il titolo di Cavaliere della Legion d'onore, l'attenzione dell'Accademia francese delle scienze e la promozione a tenente di vascello, e per la Francia una nuova, magnifica statua per il Louvre, la Venere di Milo.

### Il viaggio sullaCoquille

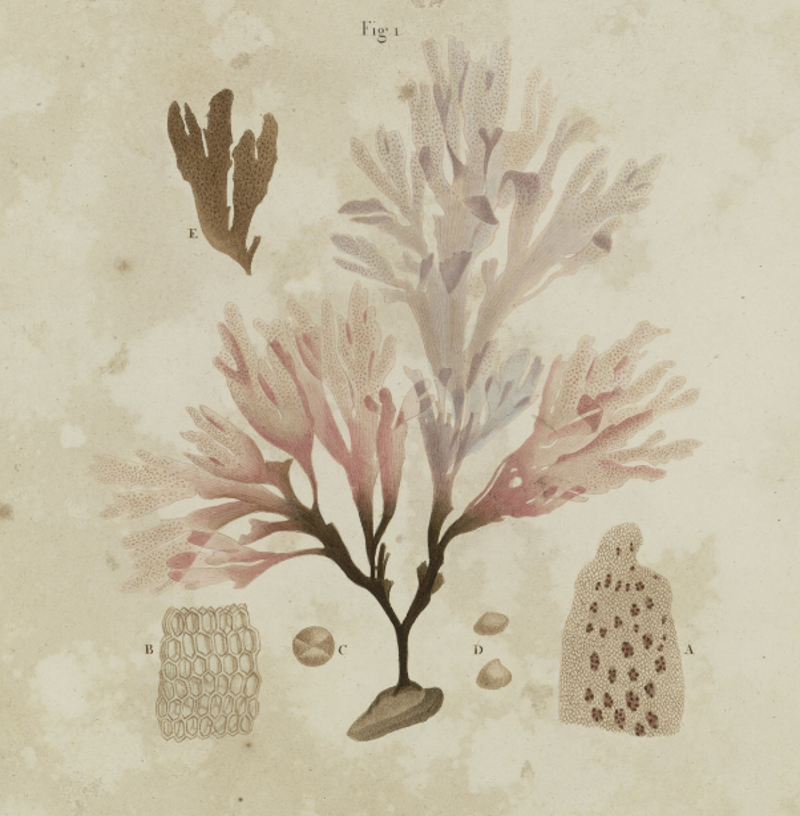
L'alga Dawsonia durvillei descritta da d'Urville durante la spedizione del 1822-24

Rientrato dal viaggio sulla Chevrette, d'Urville fu destinato al deposito delle carte militari della marina dove ritrovò il tenente Louis-Isidore Duperrey, una sua conoscenza del passato. I due iniziarono a progettare una spedizione di esplorazione nel Pacifico, area dalla quale la Francia era stata estromessa durante le guerre napoleoniche e nella quale riteneva di poter riguadagnare la posizione perduta creando alcuni insediamenti nel Nuovo Galles del Sud. Il 18 agosto 1822, la corvetta Coquille, da 380 tonnellate e 12 cannoni, salpò quindi da Tolone con l'obiettivo di raccogliere il maggior quantitativo possibile di informazioni scientifiche e strategiche sull'area in questione. Comandante della spedizione era stato nominato Duperrey, di quattro anni più anziano di d'Urville, che era invece imbarcato in qualità di primo ufficiale. Il 17 gennaio 1824, la Coquille lambì Port Jackson, prendendo a bordo cinque passeggeri per la sua tappa successiva, la Nuova Zelanda: un missionario di nome George Clark con sua moglie e suo figlio, e due maori, Taifana e Hapai. L'arcipelago venne avvistato il 2 aprile, e il giorno successivo la nave approdò sull'isola, accolta da dei capi maori. Dopo un breve periodo di permanenza, nel quale, oltre allo studio naturalistico del luogo, d'Urville raccolse varie informazioni sull'organizzazione sociale e lo stile di vita del popolo locale, la Coquille salpò il 17 aprile, raggiungendo Marsiglia il 24 gennaio 1825.
La Coquille, sulla quale aveva viaggiato come medico di bordo e naturalista anche René-Primevère Lesson, riportò in Francia un'imponente collezione di animali e di piante raccolti alle isole Falkland dalle quali trasse materiale per Flore des îles Malouines, sulle coste del Cile e del Perù, negli arcipelaghi del Pacifico, tra cui le isole Marshall e Gilbert (Kiribati) e in Nuova Zelanda, Nuova Guinea e Australia. Durante la navigazione sulla Coquille, Dumont d'Urville si era caratterizzato come ufficiale competente e aveva stabilito una solida relazione con il colonnello Jean Baptiste Bory de Saint-Vincent, aggregato alla spedizione e sulla quale scrisse un libro, "Histoire des hydrophytes, ou plantes agames des eaux, récoltées par MM. D'Urville et Lesson, dans leur voyage autour du monde, sur la corvette de sa majesté, La Coquille, exécuté pendant les années 1822, 1823, 1824 et 1825, sous le commandement du capitaine Duperrey; par le colonel Bory de Saint-Vincent. Ornée de 25 planches coloriées et gravées d'après les dessins de l'auteur" pubblicato nel 1829; nella prefazione a questo libro l'editore sottolinea l'ottimo rapporto tra l'autore e "Monsieur le capitan d'Urville" (nel frattempo promosso a capitano di corvetta) e l'accettazione di Bory a pubblicare parte del materiale di d'Urville nel suo libro.

#### Risultati dei viaggio
Sulla Coquille, Dumont d'Urville cercò di conciliare i compiti derivanti dal comando in seconda con l'attività scientifica. Oltre a essere il secondo ufficiale di bordo, infatti, era stato incaricato di effettuare ricerche nei campi della botanica e dell'entomologia.
La Coquille riportò in patria oltre 4 000 specie di piante, 300 delle quali all'epoca sconosciute, arricchendo inoltre il Museo di scienze naturali di Parigi di oltre 1 200 esemplari di insetti appartenenti a 1 100 specie diverse (di cui 450 non possedute dal museo e 300 sino allora sconosciute). Gli scienziati Georges Cuvier e François Arago, analizzando i risultati delle sue ricerche, ebbero parole d'elogio per d'Urville.

### Il primo viaggio dell'Astrolabe
Due mesi dopo il rientro della Coquille d'Urville presentò al Ministero della marina un progetto per una nuova spedizione della quale, visti i rapporti ormai deteriorati con Duperrey, aspirava a prendere il comando. La proposta fu accettata e la Coquille venne rinominata Astrolabe, in onore della nave di Jean-François de La Pérouse. La nave salpò da Tolone il 25 aprile 1826, con Jacquinot (già facente parte della precedente spedizione di Freycinet) ufficiale in seconda e Gaimard (già compagno di viaggio di Duperrey) come medico e naturalista. La meta era l'Oceano Pacifico, per una circumnavigazione del globo che era destinata a durare quasi tre anni. Uno dei suggerimenti diretti al ministero era la possibilità di impiantare due colonie penali, una in Australia nella King George Sound, come già avevano fatto i britannici a Port Jackson nel 1788, e l'altra in Nuova Zelanda.

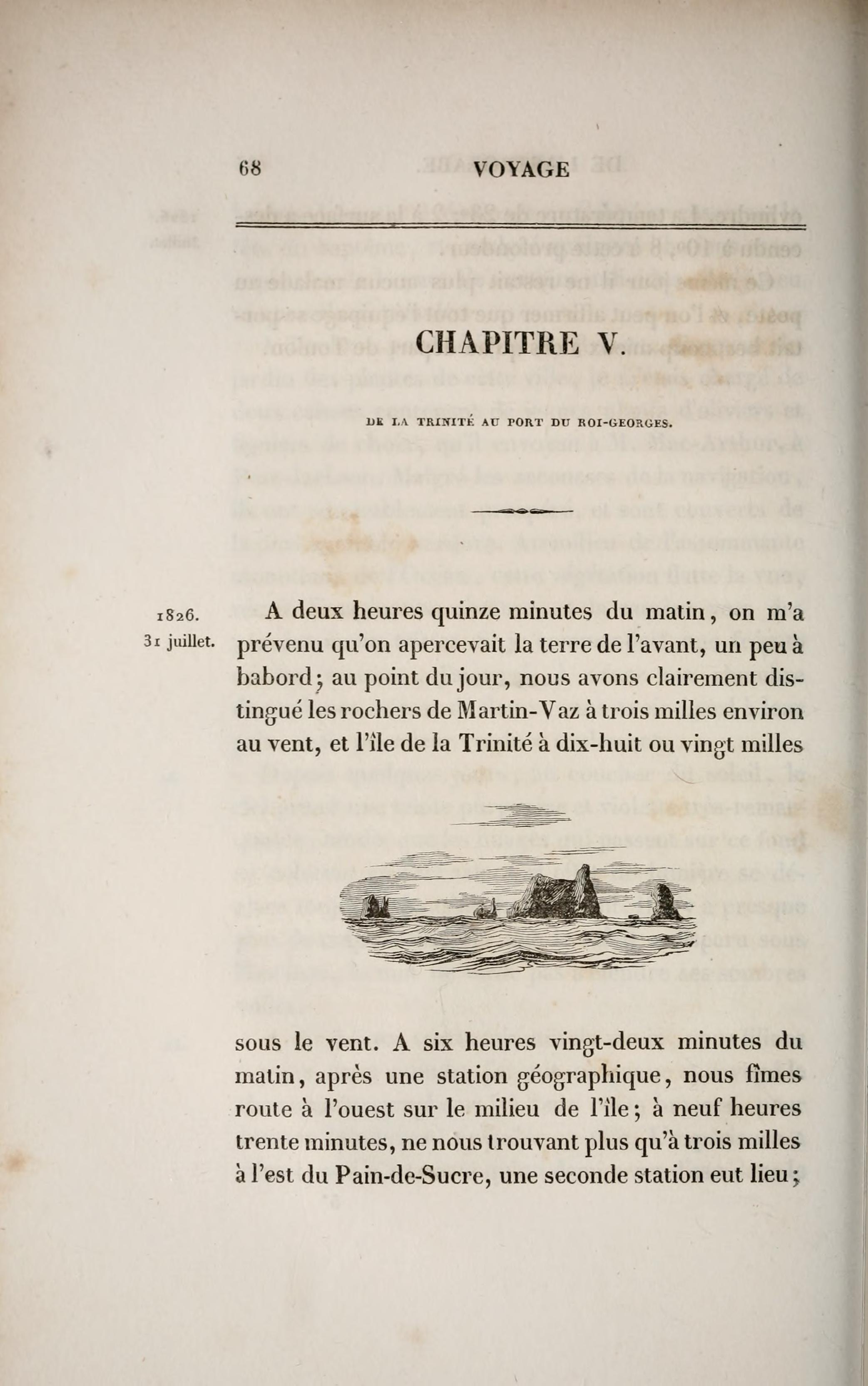
L'inizio del capitolo V del libro Voyage de la corvette l'Astrolabe (p. 68), relativo alla spedizione iniziata nel 1926. Qui si descrive l'approccio al Brasile.

La nuova Astrolabe, ripartita da Port Jackson il 19 dicembre 1826, costeggiò l'Australia meridionale ed eseguì negli oltre tre mesi successivi degli accurati rilevamenti cartografici dell'Isola del Sud della Nuova Zelanda, in quanto si riteneva che quelli esistenti redatti da James Cook fossero imperfetti. Raggiunse l'arcipelago di Tonga e delle Figi, nonché le isole Molucche, ed eseguì i primi rilievi delle isole della Lealtà (parte della Nuova Caledonia francese) e delle coste della Nuova Guinea. Identificò quindi in Vanikoro (una delle isole Santa Cruz, parte dell'arcipelago delle Salomone) il luogo del naufragio di La Pérouse, raccogliendovi numerosi resti delle sue imbarcazioni. Il viaggio proseguì con il rilievo parziale delle isole Caroline e delle Molucche. L'Astrolabe fece ritorno a Marsiglia il 25 marzo 1829 con un imponente carico di carte idrografiche e collezioni di reperti zoologici, botanici e mineralogici, destinate ad avere una forte influenza sull'analisi scientifica di quelle regioni: la tradizionale divisione degli arcipelaghi dell'Oceania in Melanesia, Micronesia e Polinesia, oltre alla Malesia, si deve ai lavori di d'Urville. Nel corso della missione triennale vennero cartografati 7500 km di coste. L'Astrolabe riportò però in Francia anche un capitano la cui salute era ormai minata da anni di cattiva alimentazione: D'Urville accusò, infatti, problemi di stomaco e renali e soffrì inoltre di intensi attacchi di gotta.
Nei primi tredici anni di matrimonio, metà dei quali trascorsi lontani l'uno dall'altra, Adèle e Jules ebbero due figli: il primo morì in tenera età mentre il padre era a bordo della Coquille; il secondo, chiamato anch'egli Jules, al ritorno del padre aveva quattro anni. Dumont d'Urville trascorse un breve periodo in famiglia e quindi si recò a Parigi, dove l'8 agosto 1829 venne promosso capitano di vascello e fu incaricato della redazione del resoconto del viaggio. I cinque volumi furono pubblicati, a spese del governo francese, tra il 1832 e il 1834. In questi anni d'Urville, personaggio già di per sé poco diplomatico, i cui problemi di gotta avevano accentuato i tratti caratteriali irascibili e rancorosi, riuscì ad alienarsi le simpatie delle alte gerarchie della marina. Nel suo resoconto criticò con prosa incendiaria le strutture militari, i colleghi, l'Accademia delle scienze e persino la Corona – nessuno dei quali, a suo parere, aveva tributato al viaggio dell'Astrolabe il dovuto riconoscimento. Lo stesso ministero della marina aveva preferito assegnare all'ammiraglio Roussin il posto vacante della sezione di geografia all'Académie des Sciences; alla caduta del re Carlo X, d'Urville raggiunse Parigi e si mise a disposizione del Governo Provvisorio che lo incaricò di trasportare il re decaduto in Gran Bretagna e per fare questo d'Urville noleggia a Le Havre due navi, la Great-Britain da 700 t e la Charles-Caroll da 400; con queste da Cherbourg dopo aver imbarcato l'ex re e il suo seguito, in sei giorni raggiunge Portsmouth avendo sorvegliato con soli trenta uomini il seguito e gli equipaggi statunitensi e senza mai mettersi in uniforme ma mantenendo sempre un equilibrio tra il rispetto dovuto al rango del personaggio trasportato e il suo dovere verso il Governo Provvisorio.
Nel 1835 d'Urville ritornò a Tolone, assegnato ad attività "a terra", trascorrendovi i successivi due anni, segnati da eventi luttuosi (la perdita di una figlia a causa del colera) ovvero lieti (la nascita di un altro figlio, Émile) ma con il pensiero costante, quasi ossessivo, di un terzo viaggio nel Pacifico analogo a quello di James Cook. Rivedendo gli appunti del viaggio dell'Astrolabe, si rese conto di una serie di lacune nell'esplorazione dell'Oceania e nel gennaio del 1837 scrisse al Ministero della marina suggerendo l'opportunità di un nuovo viaggio nel Pacifico.

### Il secondo viaggio dell'Astrolabe

#### Le premesse

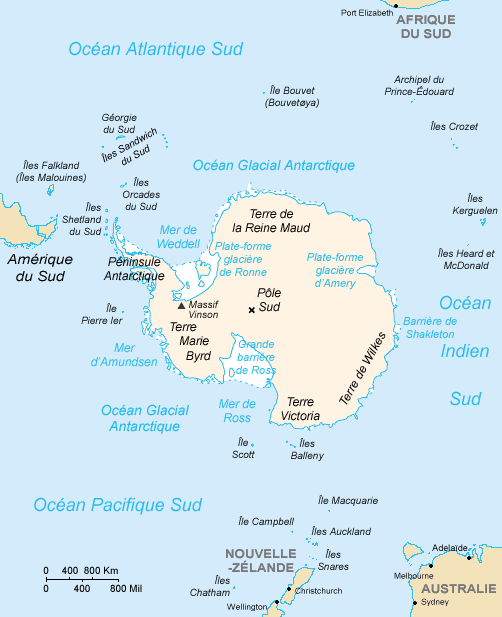
Mappa dell'Antartide

Il sovrano francese Luigi Filippo d'Orléans approvò il piano, ma vi aggiunse l'ordine di puntare verso il polo sud magnetico, tentandone la conquista. Se ciò non fosse stato possibile, alla spedizione di d'Urville si chiedeva di raggiungere una latitudine più meridionale dei 74°34' S rivendicati nel 1823 dall'esploratore britannico James Weddell, o comunque «andare tanto lontano quanto lo permettessero i ghiacci». In questo modo, la Francia s'inseriva nella competizione internazionale per l'esplorazione polare, che vedeva sia gli Stati Uniti d'America sia il Regno Unito impegnati nella preparazione di spedizioni analoghe: per i britannici la prima spedizione antartica di James Clark Ross e Francis Crozier del 1839, mentre la travagliata spedizione statunitense, partita nel 1838, era stata invece affidata a Charles Wilkes, dopo la conquista del polo nord magnetico da parte di Ross.
D'Urville fu inizialmente spiazzato dalle modifiche apportate alla sua proposta. Il suo interesse per i viaggi polari era infatti scarso: preferiva piuttosto le rotte tropicali. Ma ben presto la vanità prese il sopravvento, e la possibilità di raggiungere un obiettivo così prestigioso lo allettò. Le due navi Astrolabe e Zélée, quest'ultima comandata da Honoré Jacquinot, furono armate a Tolone. Nel corso dei preparativi, d'Urville si recò anche a Londra per acquistare documentazione e strumentazione, incontrandovi l'oceanografo dell'Ammiragliato Francis Beaufort e il presidente della Royal Geographical Society John Washington, entrambi forti sostenitori della spedizione britannica verso il polo sud.

#### Antartide, primi contatti

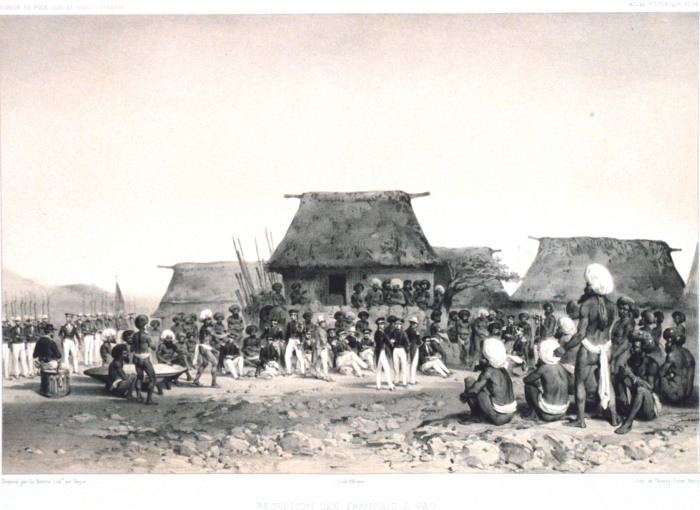
I francesi vengono ricevuti a Rao, nelle isole Viti

L'Astrolabe e la Zélée salparono da Tolone il 7 settembre 1837, con tre settimane di ritardo rispetto ai piani di d'Urville. La rotta prevedeva come primo obiettivo il raggiungimento del punto più meridionale possibile all'interno di quello che ora si chiama mare di Weddell, e in effetti l'obiettivo era quello di battere il record stabilito proprio da Weddel nel 1823 arrivando a 74° 15' di latitudine sud. Secondo le istruzioni impartite con una lettera dal ministro della marina dell'epoca il 26 agosto 1837, dopo aver passato lo stretto di Magellano, le navi dovevano cabotare il Cile per dirigersi in Oceania, con l'obiettivo di ispezionare le nuove colonie britanniche nell'Australia occidentale. Dopo una tappa a Hobart, la Zélée e l'Astrolabe si sarebbero dovute dirigere verso la Nuova Zelanda, dove cercare nuovi obiettivi per le baleniere francesi e individuare luoghi in cui insediare una colonia penale. Dopo l'attraversamento delle Indie orientali, la missione avrebbe dovuto doppiare il Capo di Buona Speranza e fare ritorno in Francia. L'importanza che i francesi attribuivano alla spedizione era evidenziata dai premi che venivano preventivati in base ai risultati conseguiti dalla spedizione: cento franchi a persona una volta raggiunti i 75° sud, e venti franchi per ogni grado ulteriore.
La prima tappa del viaggio fu Tenerife, dove trovarono altre navi francesi tra cui il vascello Hercule e la corvetta Favorite di scorta, che trasportavano il principe di Joinville verso un viaggio istituzionale nelle Americhe e dopo due giorni di permanenza l'arrivo di un'altra corvetta, la Diligence che portò l'ordine per il principe di rientrare in patria, seguita a breve da un'altra ancora con la stessa missione, a testimonianza di quanto fossero presenti le forze navali francesi nell'Atlantico all'epoca dopo la parentesi napoleonica; l'accoglienza non fu delle migliori, in quanto le autorità portuali con molta svogliatezza effettuarono l'ispezione sanitaria di prassi dicendo che i marinai avrebbero potuto sbarcare solo il giorno dopo e d'altro canto alcuni membri dell'equipaggio, in stato di ubriachezza, furono la sera stessa dello sbarco coinvolti in una rissa e arrestati. Il 19 ottobre l'Astrolabe perse di vista la Zelee, e quando ristabilirono il contatto visivo il comandante Jacquinot riportò un'avaria che aveva fermato la nave; in realtà il giorno dopo d'Urville si rese conto che non c'era stata nessuna avaria ma semplicemente la nave era stata presa da una assenza di vento, come successe di nuovo, con l'Astrolabe che governava a sei nodi e la Zélée ad appena un miglio e mezzo di distanza in una zona di calma piatta. Seguì una breve sosta a Rio de Janeiro, con lo scopo di sbarcare un ufficiale malato, l'allievo di prima classe Le Maistre Duparc che faceva parte dello stato maggiore ed era imbarcato sull'Astrolabe. Durante la prima fase della navigazione vi furono anche problemi di vettovagliamento (carne in scatola avariata) che però non ebbero conseguenze sulla salute dell'equipaggio. All'inizio di dicembre, le navi giunsero allo stretto di Magellano: d'Urville ritenne di avere tempo a sufficienza ed esplorò lo stretto per tre settimane, esprimendo nei suoi diari di bordo approvazione per la precisione delle mappe tracciate qualche anno prima da Phillip Parker King, prima di dirigersi nuovamente verso sud.
Due settimane dopo fu avvistato il primo iceberg, e il 1º gennaio 1838 l'Astrolabe e la Zélée si ritrovarono a navigare in un intrico di ghiacci, che peraltro non erano equipaggiate per affrontare. Quella stessa notte, la banchisa impedì alle navi di proseguire verso sud. Nei due mesi successivi, d'Urville condusse una sorta di offensiva a oltranza contro i ghiacci per cercare un passaggio che consentisse loro di raggiungere una latitudine più avanzata: le navi rimasero per un breve periodo ancorate in un bacino libero dai ghiacci, ma in breve (9 febbraio) ne vennero di nuovo imprigionate, dopo un cambio di vento. Per aprire un corridoio nello strato di ghiaccio e liberarle furono necessari cinque giorni di lavori incessanti, ma comunque la spedizione non riuscì a superare i 63° 23' Sud. Il 23 gennaio 1838 l'idrografo Clément Adrien Vincendon-Dumoulin fece il primo calcolo dell'inclinazione magnetica.

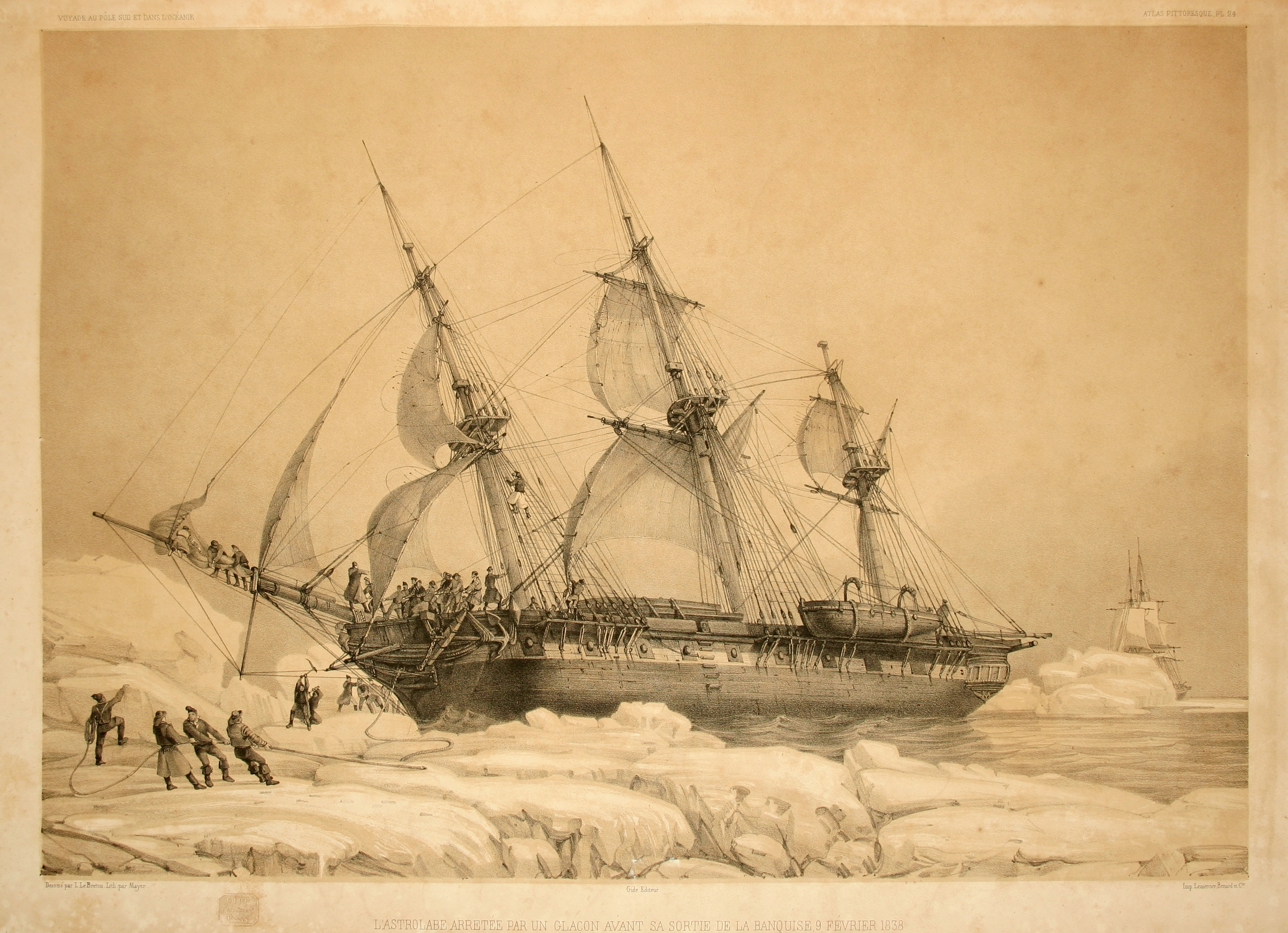
L'Astrolabe alle prese coi ghiacci il 9 febbraio 1838

Dopo una puntata alle isole Orcadi Meridionali il 25 gennaio, la spedizione si diresse verso le isole Shetland meridionali e lo stretto di Bransfield. Nonostante la nebbia, vennero individuate alcune terre solo abbozzate sulle mappe, che d'Urville battezzò Terra di Luigi Filippo (oggi Terra di Graham), isole di Joinville e Isola di Rosamel. Le condizioni a bordo erano però in rapido deterioramento: gran parte dell'equipaggio aveva evidenti sintomi di scorbuto e i ponti di coperta, invasi dal fumo delle stufe e dai cattivi odori, divennero luoghi invivibili. Alla fine di febbraio del 1838, d'Urville si arrese all'evidenza di non poter proseguire verso sud, pur non riuscendo a fugare i suoi dubbi sull'effettiva latitudine raggiunta da Weddell. Diresse quindi le due navi verso Talcahuano, in Cile, dove venne installato un ospedale provvisorio per i membri dell'equipaggio colpiti dallo scorbuto.

#### Il Pacifico

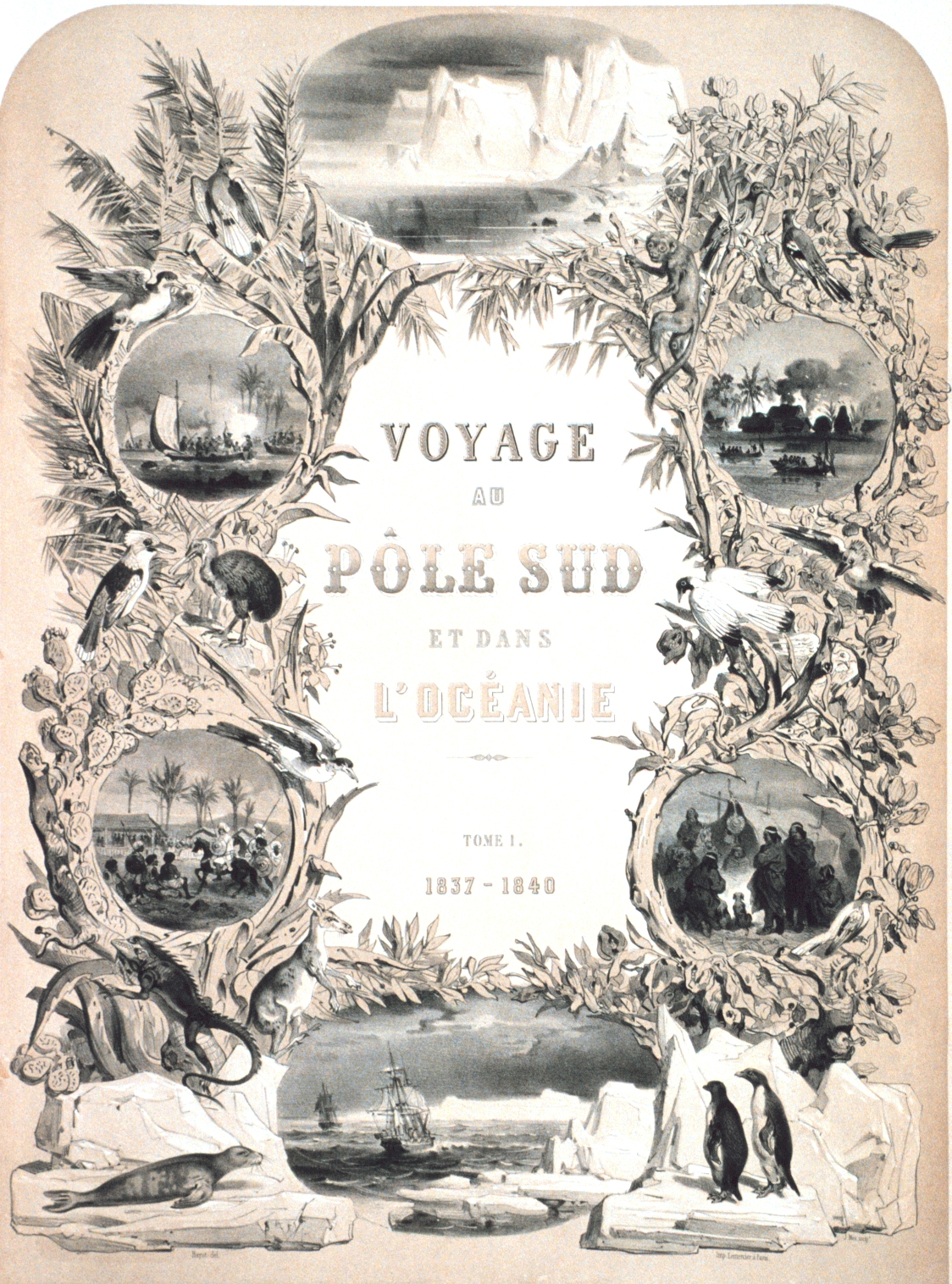
Il frontespizio del Voyage au pôle Sud et dans l'Océanie

Il piano di d'Urville era semplice: passato lo Stretto di Magellano avrebbe costeggiato la nuova Guinea e poi diretto verso l'Australia, Tasmania e Nuova Zelanda, e da lì fare rotta per le Isole Shetland Meridionali, dirigendosi verso sud, condizioni del ghiaccio permettendo.
Nei successivi mesi di navigazione nel Pacifico, vi furono scali su alcune isole della Polinesia. Giunti alle isole Marchesi, gli equipaggi ebbero modo di "socializzare" con le indigene; D'Urville, sempre ligio a una condotta morale irreprensibile, nei suoi resoconti si limitò a descrivere sommariamente alcuni episodi avvenuti durante il soggiorno a Nuku Hiva. Durante la navigazione dalle Indie orientali alla Tasmania vi furono diverse perdite nell'equipaggio, dovute a febbri tropicali e dissenteria (quattordici uomini fra marinai e ufficiali), mentre altri sei morirono a Hobart. Per d'Urville, il momento peggiore nel corso della spedizione fu però a Valparaíso, dove fu raggiunto da una lettera della moglie che gli comunicava la morte per colera del secondo figlio. All'accorata richiesta di Adèle di un suo pronto rientro a casa si aggiungevano inoltre le cattive condizioni di salute personali: d'Urville era sempre più spesso colpito da attacchi di gotta e da dolori di stomaco. Il 12 dicembre 1839, le due corvette approdarono a Hobart, dove furono ricoverati i malati e gli agonizzanti. D'Urville venne ricevuto da John Franklin, governatore della Tasmania ed esploratore artico, dal quale apprese che le navi della spedizione americana guidata da Charles Wilkes erano ancorate a Sydney in attesa di salpare verso sud.
Vista la consistenza ridotta degli equipaggi, decimati dai malanni, d'Urville espresse l'intenzione di partire alla volta dell'oceano Antartico con la sola Astrolabe, per un secondo tentativo di raggiungere il polo sud magnetico intorno alla longitudine 140° E. Un'accorata esortazione del capitano Jacquinot e l'arruolamento di un certo numero di rimpiazzi (per lo più disertori dalle baleniere francesi ancorate a Hobart) lo convinsero però a rivedere le sue intenzioni; l'Astrolabe e la Zélée lasciarono entrambe Hobart il 2 gennaio 1840.

#### Verso sud

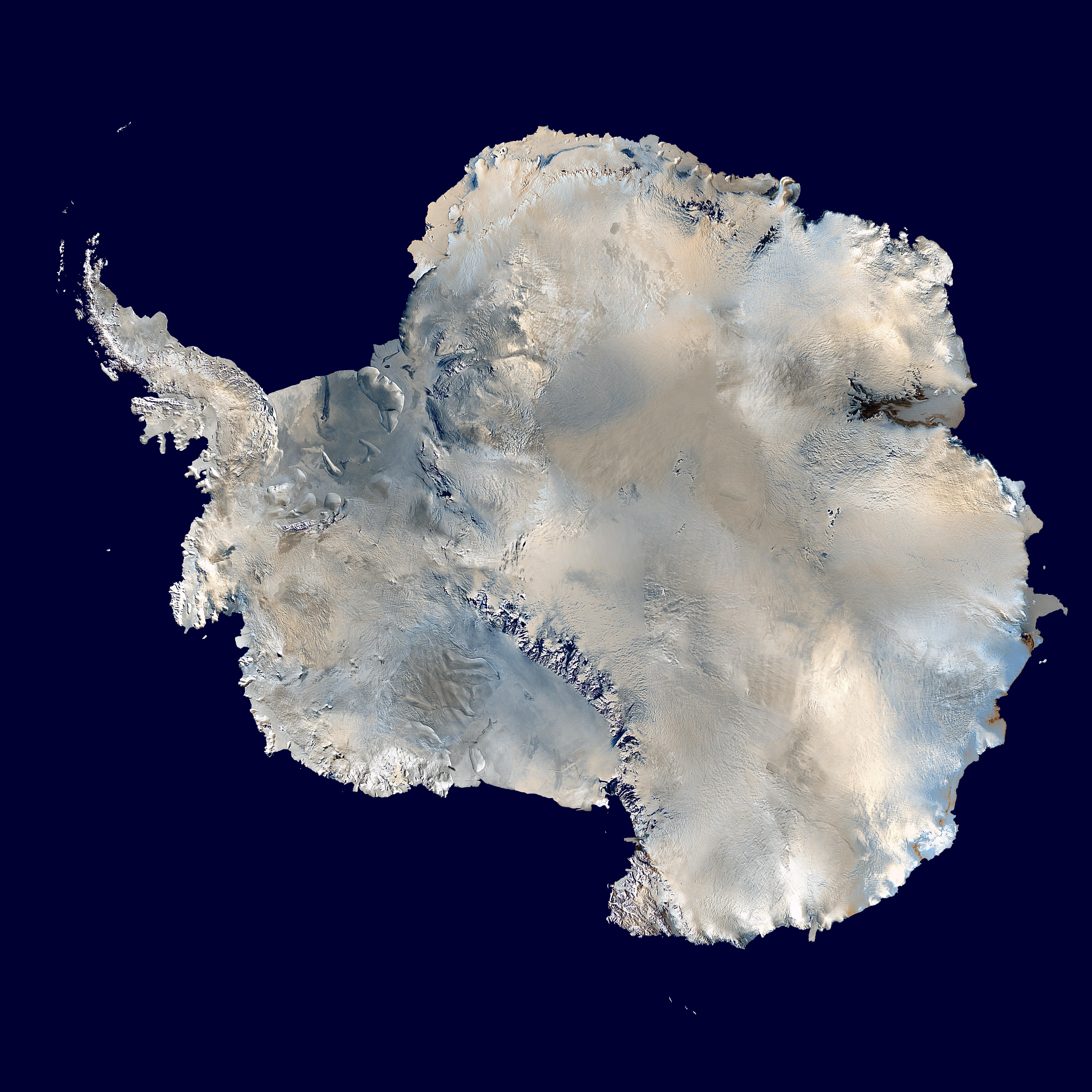
Proiezione ortografica satellitare dell'Antartide presa dal satellite Blue Marble della NASA, cui sono stati aggiunti dati del sensore AVHRR – Advanced Very High Resolution Radiometer – della NOAA

I primi giorni di navigazione furono caratterizzati da venti meridionali e da una forte corrente da ovest. A bordo vi fu una recrudescenza di malanni e la perdita di un uomo. Attraversato il 50º parallelo, furono registrati abbassamenti improvvisi della temperatura esterna e dell'acqua. Dopo aver passato la convergenza antartica, il 16 gennaio, a 60° S fu avvistato il primo iceberg e due giorni dopo, il 18 gennaio, le navi attraversarono il 64º parallelo, trovandosi circondati da numerosi iceberg (circa una sessantina), ma avvistando terra a quattro miglia di distanza. Non essendoci un possibile approdo, delle scialuppe vennero lanciate da entrambe le navi e un gruppo di uomini sbarcò a terra prendendo possesso dell'isolotto in nome della Francia. Il 19 gennaio, con festeggiamenti analoghi a quelli usuali nell'attraversamento dell'Equatore, fu attraversato il Circolo polare antartico, e quello stesso pomeriggio fu avvistata terra.
Le due navi proseguirono lentamente la navigazione verso occidente, costeggiando pareti di ghiaccio, e nel pomeriggio del 21 gennaio alcuni membri dell'equipaggio sbarcarono su un'isola rocciosa issandovi il tricolore francese:
(Dal diario di Joseph Dubouzet, ufficiale della Zélée)
D'Urville battezzò l'isola "Pointe Géologie" e la terra antistante "Terre Adélie" (Terra Adelia), in onore di sua moglie Adèle.
Nei giorni seguenti, la spedizione seguì quella che si presumeva essere la costa, avvistando anche lo schooner statunitense USS Porpoise, comandato dal tenente di vascello Cadwalader Ringgold (appartenente alla spedizione United States Exploring Expedition, comandata da Charles Wilkes), che però fece una manovra evasiva e sparì nella nebbia. Il comandante statunitense diede però una diversa spiegazione del mancato contatto, addebitandolo a un'incomprensione. Il 1º febbraio, d'Urville decise di tornare verso nord dirigendosi a Hobart, dove la Zélée e l'Astrolabe giunsero 17 giorni dopo e dove, a breve, era atteso l'arrivo delle due navi di James Ross diretto in Antartide.
Il 25 febbraio, le corvette salparono nuovamente verso le isole Auckland, dove effettuarono misurazioni magnetiche e lasciarono, come già aveva fatto il comandante della Porpoise, una targa commemorativa del loro soggiorno nella quale annunciarono la scoperta del polo sud australe. Il viaggio di ritorno li condusse in Nuova Zelanda e a Hobart (raggiunta il 17 febbraio), attraverso lo stretto di Torres e facendo tappa a Timor, alla Réunion, all'isola di Sant'Elena e quindi a Tolone, ponendo fine, il 7 novembre 1840, all'ultima spedizione francese effettuata a vela.

### Contrammiraglio

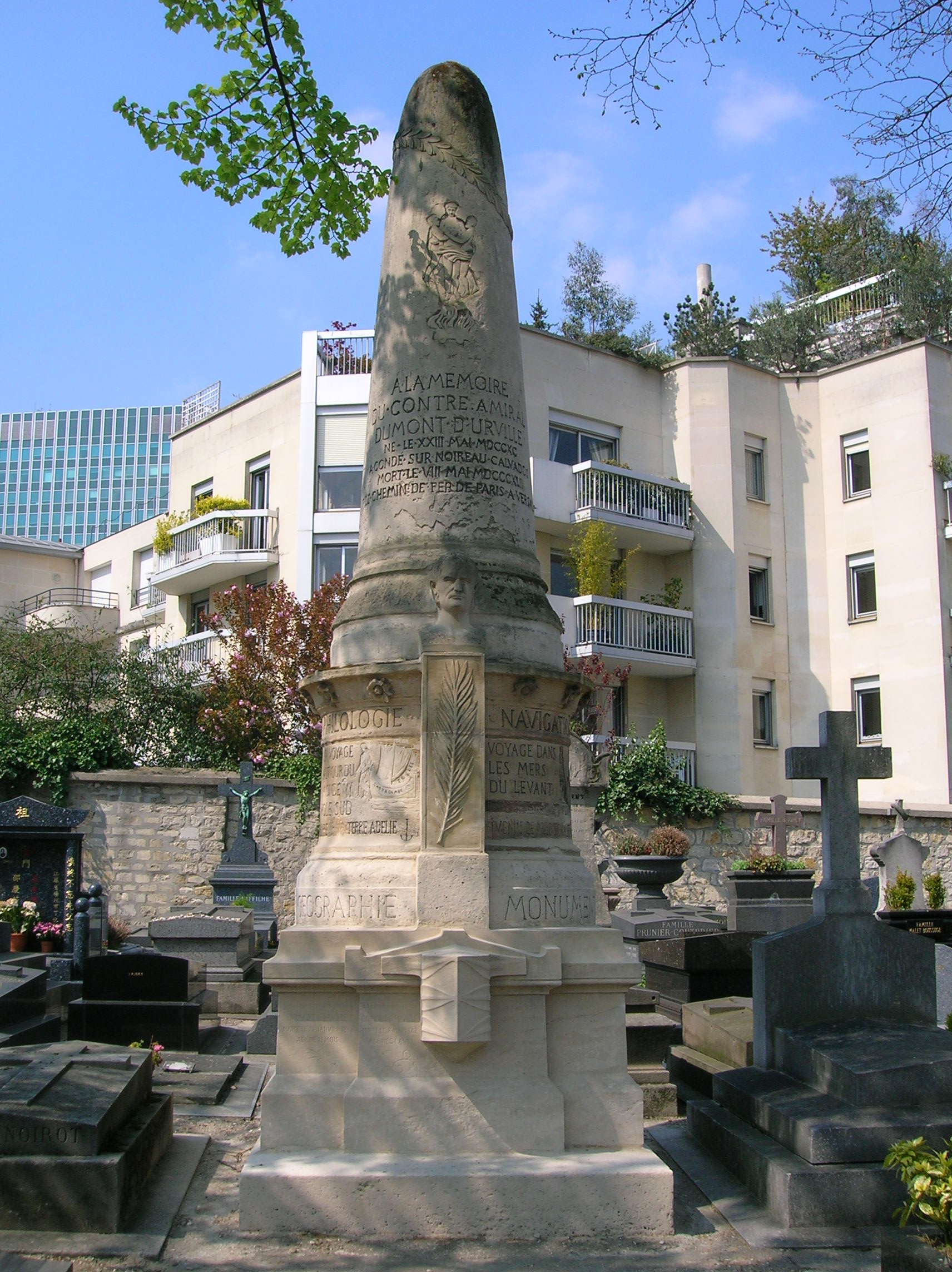
La stele di Dumont d'Urville al cimitero di Montparnasse a Parigi

Al suo ritorno, Dumont d'Urville fu promosso contrammiraglio e venne insignito della medaglia d'oro della Société de Géographie, della quale sarebbe in seguito divenuto presidente. I 130 membri superstiti della spedizione vennero invece gratificati dal re con 15 000 franchi d'oro. Iniziò quindi a occuparsi della redazione del resoconto del viaggio, Voyage au pôle Sud et dans l'Océanie sur les corvettes l'Astrolabe et la Zélée 1837-1840, che sarebbe stato pubblicato tra il 1841 e il 1854 in 24 volumi più 7 di illustrazioni e mappe.

### Morte
L'8 maggio del 1842, d'Urville decise di recarsi in treno a Versailles con i suoi familiari, per assistere ai giochi d'acqua messi in funzione in occasione della festa del sovrano. Il treno del ritorno da Versailles era sovraffollato e fu necessario aggiungere alcune vetture in coda e una locomotiva in testa. Essendo guasta la locomotive "Seine" prevista per scorta, fu aggiunta in testa assoluta una locomotiva Planet 110, del 1830, la "Mathieu-Murray" a due assi. All'altezza di Meudon, per la rottura del primo asse, questa deragliò facendo deragliare la locomotiva titolare "Éclair" il cui carbone finì sulla parte anteriore del treno, incendiandosi e incendiando le prime carrozze che si erano accavallate. L'intera famiglia: Dumont-d'Urville, contre-admiral, demeurant à Paris, rue des Petits-Augustins, Madame Dumont-d'Urville, Jules Dumont-d'Urville âgé de quatorze ans  perì nel rogo di quello che fu il primo disastro ferroviario francese. J.Lan, che riporta il dibattimento nel tribunale, calcola cinquantacinque deceduti e centonove feriti, per un totale di centosessantaquattro persone colpite.
Le spoglie di Dumont d'Urville, che dopo l'incidente furono riconosciute da Dumontier, medico di bordo dell'Astrolabe e frenologo, riposano ora nel cimitero di Montparnasse a Parigi.

## Intitolazioni alla memoria

### Luoghi, animali e piante
Più tardi, onorando la sua qualità di cartografo, alcuni toponimi geografici presero il suo nome:
- In Antartide:
  - Mare Dumont d'Urville (65°00′S 140°00′E, la parte dell'Oceano Antartico che costeggia la Terre Adélie e le sue adiacenze a est);
  - Isola d'Urville (63°05′S 56°25′W,  la più settentrionale dell'arcipelago di Joinville);
  - Monte d'Urville (63°31′S 58°11′W, altezza 1 085 m, sulla costa nordoccidentale della penisola Luigi Filippo);
  - Monumento d'Urville (63°25′S 56°18′W,  altezza 576 m, all'estremità sudoccidentale dell'isola Joinville);
  - Muro d'Urville (75°16′S 162°13′E, altezza 720 m, a N del ghiacciaio David, nella catena Prince Albert nella Terra della regina Victoria).
- Altrove:
  - Capo d'Urville (Irian Jaya, Indonesia);
  - Isola d'Urville (Nuova Zelanda).

Il suo nome fu dato anche alla base scientifica francese Dumont d'Urville, situata sulla costa antartica sul versante australiano (66°40′00″S 140°00′46″E).
Il pinguino di Adelia è stato così battezzato in onore della moglie di d'Urville dal chirurgo e zoologo Honoré Jacquinot, fratello di Charles Hector e con lui imbarcato sulla Zélée.
Vi sono inoltre alcune piante a lui intitolate:
- La famiglia delle Durvilleaceae, alghe brune dell'Antartico e, all'interno di questa famiglia la Durvillaea antarctica;
- Il genere Urvillea della famiglia delle Sapindaceae.

### Navi
La Marine Nationale francese ha dedicato al navigatore:
- nel 1931 un avviso coloniale della classe Bougainville che partecipò alla battaglia di Koh Chang[40];
- nel 1986 una nave di supporto, la Dumont d'Urville (L9032) della classe Champlain[41].

### Filatelia
A Dumont d'Urville e alla corvetta Astrolabe sono stati dedicati numerosi francobolli aventi come tema le esplorazioni e l'Antartide. Tra questi un valore francese del 1988 da 2,20 franchi con 50 centesimi di soprattassa, vari valori delle Terre Antartiche e Australi Francesi (TAAF), due dei quali, rispettivamente un valore di posta aerea del 1978 e un valore di posta ordinaria del 1990 con in evidenza l'attrezzatura velica della nave, un tre alberi a vele quadre. Un altro valore da 23 franchi delle TAAF effigia una "misura di inclinazione magnetica" compiuta dall'esploratore durante il suo secondo viaggio e, ancora, un valore di posta aerea effigia i ghiacci di pressione nel mare Dumont d'Urville. Infine, oltre a una emissione delle TAAF di posta aerea del 1965 sulla scoperta della Terra Adelia, un altro valore francese del 1990 è dedicato alla stessa Adélie, e un valore da 2,80 franchi delle TAAF a Clément Adrien Vincendon-Dumoulin.

## Opere
- Enumeratio plantarum quas in insulis Archipelagi aut littoribus Ponti-Euxini, annis 1819 et 1820, Parigi: Causette, 1822
- Enlèvement de Vénus Dumont d'Urville – Marie-Louis-Augustin Demartin du Tyrac, comte de Marcellus, et Olivier Voutier (riedito nel 1994)
- Flore des îles Malouines, Parigi: Impr. de Lebel, 1825
- Voyage autour du monde : exécuté par ordre du Roi sur la corvette de Sa Majesté « la Coquille » pendant les années 1822, 1823, 1824 et 1825, sotto il ministero e conformemente alle istruzioni di S.E.M. il marchese si Clermont-Tonnerre, ministro della Marina ; e pubblicato sotto gli auspici di Sua Eccellenza il Conte di Chabrol, da M. L. I. Duperrey, capitano di fregata, cavaliere di Saint-Louis e membro della Légion d'honneur, comandante della spedizione, 6 volumi in-4° accompagnati da quattro Atlanti, formanti almeno 376 tavole, di cui circa 230 colorate, disegnate e stampate dai migliori artisti; Arthus Bertrand, Parigi, 1826-1828. 12 volumi grandi in-8°, 600 tavole o carte. Composto da:
  - Histoire du voyage, di Dumont d'Urville (5 vol., un Atlas),
  - Météorologie, magnétisme, température de la mer, di Arago (1 vol.),
  - Botanique, di MM. d'Urville, Bory de Saint-Vincent e Adolphe Brongniart (1 vol.) Testo su Gallica : Hydrophytes, cryptogamie, Phanérogamie, Atlas, Atlas,
  - Zoologie, di MM. Quoy et Gaimard (5 vol.),
  - Entomologie, del Dr. Boisduval (1 vol.),
  - Hydrographie di Dumont d'Urville (Atlas).* Voyage de l'Astrolabe (Parigi, 1830, 6 volumi in 8° sulla zoologia + 2 volumi in folio con mappe)
- Atlas hydrographique de l'Astrolabe (Parigi, 1833, in folio)
- Voyage pittoresque autour du monde (Parigi, 1834, due volumi di testi e un volume di disegni, in 8°)
- Voyage au pôle Sud et dans l'Océanie sur les corvettes l'Astrolabe et la Zélée 1837-1840, (Parigi, 1841-1854, 24 volumi in 8° e 7 atlanti in folio)

D'Urville pubblicò inoltre numerosi articoli su giornali e riviste scientifiche dell'epoca.

## Altri testi legati alle spedizioni
- Joseph Sereau, Journal de bord de Joseph Seureau, quartier-maître de la Zélée, 1837-1840 Publisud, Château-Gontier, 1995.

### Approfondimenti
1. ↑  Con sollievo della madre, che disapprovava l'idea del figlio di far parte di un'istituzione laica caratterizzata da 

(francese)
«maîtres athées, la promiscuité des condisciples venus de tous les milieux, la contagion des idées philosophiques et révolutionnaires...»

(italiano)
«maestri atei, promiscuità dei condiscepoli provenienti da ambienti di ogni tipo, contagio delle idee filosofiche e rivoluzionarie...»
(Dal testo di Guillon citato in bibliografia)
2. ↑  D'Urville all'epoca, oltre a conoscere il latino e il greco, parlava correntemente l'inglese, il tedesco, l'italiano, il russo, il cinese e l'ebraico. Durante le sue navigazioni nel Pacifico, grazie alla sua memoria prodigiosa, acquisì conoscenze di un vasto numero di dialetti della Polinesia e della Melanesia.
3. ↑  Il ritrovamento della statua non fu pertanto opera di d'Urville. L'ambasciatore di Francia a Costantinopoli aveva peraltro già ricevuto altri rapporti sull'esistenza della statua, ritrovata l'8 aprile del 1820 e segnalata qualche giorno dopo al console francese di Smirne dal comandante della nave Estafette in rada nell'isola.
4. ↑  Anni prima, d'Urville si era candidato invano per far parte della spedizione della nave Uranie al comando di Louis de Freycinet. Il rifiuto della candidatura divenne per d'Urville un fatto personale, tanto che in seguito cercò di minimizzare il valore dei risultati della spedizione dell'Uranie.
5. ↑  All'epoca, l'esplorazione polare aveva i caratteri di prestigio e di affermazione per i singoli Stati che in tempi più recenti ha raccolto l'esplorazione spaziale.
6. ↑  Nel corso del suo soggiorno a Londra, d'Urville espresse i dubbi che nutriva da tempo sull'attendibilità delle affermazioni di Weddell in merito alla effettiva latitudine da lui raggiunta, provocando reazioni indignate nei suoi interlocutori.
7. ↑  Luigi Filippo era il sovrano francese; Francesco d'Orléans, principe di Joinville, era il fratello del re; il vice ammiraglio Claude du Campe de Rosamel era il ministro della marina francese.
8. ↑  In quel momento si riscontravano 38 casi sulla Zélée e 20 sull'Astrolabe.
9. ↑  La targa recitava, tra l'altro: 

(francese)
«Du 19 Janvier au 1 Février, 1840, découverte de la Terre Adélie et détermination du pole magnétique Austral.»

(italiano)
«Dal 19 gennaio al 1º febbraio 1840, scoperta della Terra Adelia e determinazione del polo magnetico australe.»

### Fonti
1. 1 2 3 4 5 6  (FR) L'Astrolabe, su astrolabe-dumontdurville.fr. URL consultato il 6 aprile 2020 (archiviato il 6 aprile 2020).
2. 1 2 3 4 5 6 7 8 9 10 11 12  (FR) Rapport sur les voyages de M. d'Urville, capitaine de frégate, né dans le département du Calvados ; lu à la séance publique de l'Académie royale des Sciences, Arts et Belles-Lettres de Caen, le 19 Avril 1828 - LAIR, Pierre-Aimé, su bmlisieux.com. URL consultato il 28 ottobre 2010 (archiviato il 27 ottobre 2010).
3. 1 2 3 4 5 6 7 8 9 10  (EN) Jules-Sebastien-Cesar Dumont d'Urville, su South-Pole.com. URL consultato il 30 maggio 2020 (archiviato il 2 agosto 2020).
4. 1 2 3 4 5 6 7 8 9  (FR) Jules DUMONT d'URVILLE - par Roger Coguiec et Yannick Loukianoff, su la-mer-en-livres.fr. URL consultato il 28 ottobre 2010 (archiviato dall'url originale il 15 marzo 2011).
5. ↑  (FR) Liste des vaisseaux de ligne en service dans la Marine française de 1789 à 1815, su marinepremierempire.free.fr. URL consultato il 31 ottobre 2010 (archiviato dall'url originale il 23 marzo 2010).
6. ↑  (EN) Story: Dumont d'Urville, Jules Sébastien César, su teara.govt.nz. URL consultato il 12 aprile 2020 (archiviato dall'url originale il 17 marzo 2019).
7. 1 2 3  (FR) L' Amiral DUMONT d' Urville, origines ancestrales et familiales, su noblessenormande.free.fr. URL consultato il 4 maggio 2021 (archiviato il 20 novembre 2018).
8. ↑  Dumont d'Urville, Marcellus & Voutier, Élèvement de Vénus, Paris : la bibliothèque, 1994, p.11.
9. 1 2 3 4 5 6 7 8  (EN) The discovery of New Zealand - Jules Sébastien César Dumont d'Urville - France 1790 - 1842, su New Zealand in history, http://history-nz.org. URL consultato il 17 ottobre 2016 (archiviato il 4 novembre 2016).
10. ↑  (EN) Story: Dumont d'Urville, Jules Sébastien César, su teara.govt.nz, Dictionary of New Zealand Biography. URL consultato il 12 giugno 2020 (archiviato il 17 marzo 2019).
11. ↑  (FR) Jean-Baptiste-Geneviève-Marcellin Bory de Saint-Vincent, Histoire des hydrophytes, ou plantes agames des eaux, récoltées par MM. d'Urville et Lesson, dans leur voyage autour du monde, sur la corvette de sa majesté, La Coquille, exécuté pendant les années 1822, 1823, 1824 et 1825, sous le commandement du capitaine Duperrey ; par le colonel Bory de Saint-Vincent. Ornée de 25 planches coloriées et gravées d'après les dessins de l'auteur, su babordnum.fr, Arthus Bertrand, 1829. URL consultato il 29 maggio 2020 (archiviato il 26 settembre 2020).
12. ↑  Guillon, p. 130.
13. ↑  (EN) Early New Zealand Botanical Art - The third voyage, su nzetc.org, nztec.org. URL consultato il 29 ottobre 2010 (archiviato il 7 febbraio 2011).
14. 1 2 3 4 5 6 7  (FR) Page traduite et adaptée de "Antarctic Philately" (Gary Pierson) - Jules-Sébastien-César Dumont d'Urville, su kerprich-ar-mor.pagesperso-orange.fr. URL consultato il 31 ottobre 2010 (archiviato il 24 ottobre 2011).
15. 1 2 3  (EN) Erebus and Terror - The Antarctic Expedition 1839-1843, James Clark Ross, su coolantarctica.com. URL consultato il 24 dicembre 2020 (archiviato il 13 maggio 2016).
16. 1 2 3 4 5 6 7 8  (FR) Memoire - Historie de l'exploration de l'Antarctique - Claude-Alain Emery, Société de Géographie de Geneve (PDF), su unige.ch. URL consultato il 28 ottobre 2010 (archiviato il 14 novembre 2016).
17. ↑  durville, pp. VII-X.
18. ↑  durville, p. LXXIII.
19. 1 2 3 4 5 6 7  (EN) The voyage of Astrolabe - Timeline, su canterbury.ac.nz, University of Canterbury - New Zealand. URL consultato il 5 maggio 2020 (archiviato dall'url originale il 28 giugno 2018).
20. ↑  durville, p. 13.
21. ↑  durville, p. 17.
22. ↑  durville, p. 18.
23. ↑  durville, p. 36.
24. ↑  durville, p. 37.
25. ↑  durville, p. 39.
26. ↑  durville, p. XXXVI.
27. ↑  Day.
28. ↑  (EN) L'Astrolabe and Zéléé Ships of the Polar Explorers, su coolantarctica.com. URL consultato il 5 maggio 2020 (archiviato il 12 aprile 2020).
29. ↑  Lambert, p. 128.
30. ↑  (FR) Dumont d'Urville, le dernier des "marins-savants" par Huaras GAUTHEY sous la direction du professeur Ladislas Mysyrowicz, su 0tisuc0.chez.com. URL consultato il 28 ottobre 2010 (archiviato il 5 marzo 2016).
31. ↑  Stanton, pp. 176-177.
32. ↑  Mills, p. 200.
33. ↑   William James Mills, Exploring Polar Frontiers: M-Z, Santa Barbara, Calif., ABC-CLIO, 2003. URL consultato il 26 aprile 2020 (archiviato il 4 maggio 2021). p .200
34. ↑  (FR) Jules Dumont d'Urville, Voyage au pole sud et dans l'Océanie sur les corvettes l'Astrolabe et la Zélée : pendant les années 1837-1838-1839-1840. URL consultato il 6 aprile 2020 (archiviato il 14 dicembre 2019). la scansione elettronica dei volumi di illustrazioni può essere visionata in linea su questo link
35. ↑   Silvio Gallio, Un ritorno di esperienza - 1842, in Tecnica Professionale, n. 10, CIFI, 2012,  pp. 47-55.
36. ↑  (EN) Charles Francis Adams, Jr., Notes on Railroad Accidents, su catskillarchive.com, 1879. URL consultato il 7 aprile 2020 (archiviato il 16 aprile 2007).
37. ↑  Lan, p. 88.
38. ↑  Lan, pp. 90-91.
39. ↑  (EN) Kagu, sunbittern, tropicbirds, loons, penguins, petrels, su worldbirdnames.org. URL consultato il 26 aprile 2020 (archiviato il 24 aprile 2020).
40. ↑  (FR) La bataille de Koh Chang (janvier 1941) - netmarine.net, su netmarine.net. URL consultato il 28 ottobre 2010 (archiviato il 5 settembre 2012).
41. ↑  (FR) BATRAL Dumont d'Urville - netmarine.net, su netmarine.net. URL consultato il 28 ottobre 2010 (archiviato il 4 novembre 2010).

### Approfondimenti
- (EN) Alan Gurney, The race to the white continent, New York, W.W. Norton & Company, 2000, ISBN 0-393-32321-8.
- (FR) René-Primevère Alan Lesson, Notice historique sur l'amiral Dumont d'Urville, Rochefort, Imprimerie de Henry Loustau, 1845, OCLC 30639140.
- (FR) Camille Vergniol, Dumont d'Urville. La grande légende de la mer, 1930, OCLC 458491785.